# Micky Maus Spielhaus
Micky Maus Spielhaus (Originaltitel: Mickey Mouse Funhouse) ist eine US-amerikanische Zeichentrickserie von Disney Television Animation aus dem Jahr 2021. Als Nachfolger von Micky Maus: Kunterbunte Abenteuer folgt diese Serie Micky und seine Freunde, wie sie mit Hilfe eines sprechenden verzauberten Hauses in verschiedene Welten reisen.

## Handlung
Micky Maus und seine Freunde: Minnie, Donald, Daisy, Pluto und Goofy treffen Funny, ein verzaubertes Haus, mit dessen Hilfe sie allerlei Abenteuer in verschiedensten Welten und verschiedensten Rollen erleben können.

## Sprecher
Die deutsche Synchronfassung entstand bei der Iyuno-SDI Group Germany GmbH, Berlin. Mario von Jascheroff schrieb das Dialogbuch und führte Regie.
| Figur            | Originalsprecher | Deutscher Sprecher                                           |
| ---------------- | ---------------- | ------------------------------------------------------------ |
| Micky Maus       | Bret Iwan        | Mario von Jascheroff                                         |
| Minnie Maus      | Kaitlyn Robrock  | Diana Borgwardt                                              |
| Goofy            | Bill Farmer      | Walter Alich (1. Stimme) Fabian Oscar Wien (2. Stimme)       |
| Pluto            | Bill Farmer      |                                                              |
| Rudi Ross        | Bill Farmer      |                                                              |
| Chap             | Corey Burton     | Mario von Jascheroff (1. Stimme) Wolfgang Ziffer (2. Stimme) |
| Primus von Quack | Corey Burton     | Axel Lutter                                                  |
| Daisy Duck       | Tress MacNeille  | Sabine Arnhold                                               |
| Donald Duck      | Tony Anselmo     | Robyn Schmidder                                              |
| Funny            | Harvey Guillén   | Frauke Poolman (1. Stimme) Lucas Wecker (2. Stimme)          |
| Kater Karlo      | Jim Cummings     | Tilo Schmitz                                                 |
| Klarabella Kuh   | April Winchell   | Almut Zydra                                                  |

## Folgen
Staffel 1 (2021–2022)
| Nr. | Folgenummer | Originaltitel                     | Deutscher Titel           | Erstausstrahlung   | Deutsche Erstausstrahlung |
| 1   | 1           | Mickey The Brave!                 | Der tapfere Micky!        | 16. Juli 2021      | 7. März 2022              |
| 2a  | 2a          | Homesick                          | Ein Picknick für Funny    | 20. August 2021    | 8. März 2022              |
| 2b  | 2b          | Goldfish Goofy!                   | Unterwasser-Abenteuer     | 20. August 2021    | 8. März 2022              |
| 3a  | 3a          | Spaced Out!                       | Begegnung im Weltraum     | 20. August 2021    | 9. März 2022              |
| 3b  | 3b          | Treasure, Ahoy!                   | Schatz ahoi!              | 20. August 2021    | 9. März 2022              |
| 4a  | 4a          | Is There A Plumber In The House?! | Ein Fall für den Klempner | 27. August 2021    | 10. März 2022             |
| 4b  | 4b          | A Fish Tale                       | Wie man richtig angelt    | 27. August 2021    | 10. März 2022             |
| 5a  | 5a          | Minnie Goes Ape!                  | Pinky, das Gorillamädchen | 3. September 2021  | 11. März 2022             |
| 5b  | 5b          | Dino Doggies                      | Bei den Dinosauriern      | 3. September 2021  | 11. März 2022             |
| 6a  | 6a          | Troll Trouble!                    | Troll-Ärger               | 24. September 2021 | 14. März 2022             |
| 6b  | 6b          | The Sunny Gulch Games             | Bitte nicht schummeln     | 24. September 2021 | 14. März 2022             |
| 7a  | 7a          | Minnie’s Big Delivery             | Minnies große Lieferung   | 15. Oktober 2021   | 15. März 2022             |
| 7b  | 7b          | The Wandrin’ Warbler!             | Die Wandernde Wanda       | 15. Oktober 2021   | 15. März 2022             |
| 8a  | 8a          | Mickey And The Cornstalk!         |                           | 19. November 2021  |                           |
| 8b  | 8b          | King Mickey                       |                           | 19. November 2021  |                           |
| 9a  | 9a          | Bottled Up!                       | Flaschengeist Daisy       | 3. Dezember 2021   | 16. März 2022             |
| 9b  | 9b          | Minnie’s Fairy Tale!              | Minnie’s Feengeschichte   | 3. Dezember 2021   | 16. März 2022             |
| 10a | 10a         | Daisy & Goofy Clean-Up!           |                           | 14. Januar 2022    |                           |
| 10b | 10b         | Crayon World!                     |                           | 14. Januar 2022    |                           |
| 11a | 11a         | The Summer Snow Day               |                           | 25. Februar 2022   |                           |
| 11b | 11b         | Sunny The Snowman!                |                           | 25. Februar 2022   |                           |